# Porvenir
Porvenir es una ciudad y comuna de la zona austral de Chile, situada en la Provincia de Tierra del Fuego, una de las provincias que componen la Región de Magallanes y de la Antártica Chilena. La ciudad de Porvenir es la capital de la provincia chilena de Tierra del Fuego, y es la ciudad más habitada de la porción chilena de la Isla Grande de Tierra del Fuego.

## Historia
Porvenir surgió de un destacamento policial instalado en 1883 durante la fiebre del oro y fue fundada por Manuel Señoret Astaburuaga en 1894, bajo el gobierno de Jorge Montt Álvarez, para servicio de las nuevas estancias ganaderas. Inicialmente fue habitada por inmigrantes europeos incentivados por el descubrimiento de yacimientos de oro, principalmente croatas, y luego por chilenos de Chiloé. La ciudad, situada junto a la Bahía Porvenir -llamada Karkamke (aguas bajas) por los selk'nam- se encuentra frente a la ciudad de Punta Arenas, de la cual está separada por el estrecho de Magallanes.[cita requerida]

## Demografía
Con aproximadamente 9.707,4 km² y una población de 6.801 habitantes, la ciudad de Porvenir acoge a un 3,62% de la población total de la región de Magallanes. 

### Localidades
La comuna de Porvenir se divide en los siguientes distritos:[cita requerida]
| Distrito        | Población (2017) |
| --------------- | ---------------- |
| Porvenir        | 6801 hab.        |
| Caleta Josefina | 93 hab.          |
| San Sebastián   | 294 hab.         |

## Geografía

### Geomorfología
La comuna de Porvenir se encuentra emplazada en la unidad geomorfológica de Pampa magallánica. La región responde a la falla Fagnano-Magallanes, un sistema regional de falla sismogénico, de orientación este-oeste que coincide con el límite transformante entre las placas Sudamericana (al norte) y Scotia (al sur), con sismicidad media; y su última expresión se produjo el 17 de diciembre de 1949 (75 años), a las 22.30 UTC-3, con una magnitud aproximadamente de 7,8 en la escala de Richter.

### Clima
Presenta según la clasificación climática de Köppen clima de tundra (ET) y clima mediterráneo frío de lluvia invernal (Csc) con lluvias repartidas a lo largo de todo el año, teniendo un promedio anual de 380.8 milímetros. Las nevadas son comunes en los meses de invierno. En verano las temperaturas son templadas, llegando a máximas de hasta 22 °C, con un máximo histórico de 32.2 °C. Mientras que los inviernos son fríos, pero no demasiado ya que la temperatura es regulada por el estrecho de Magallanes, llegando a mínimas de hasta -10 °C, y una baja histórica de -14.2 °C.
| Parámetros climáticos promedio de Porvenir, Chile | Parámetros climáticos promedio de Porvenir, Chile | Parámetros climáticos promedio de Porvenir, Chile | Parámetros climáticos promedio de Porvenir, Chile | Parámetros climáticos promedio de Porvenir, Chile | Parámetros climáticos promedio de Porvenir, Chile | Parámetros climáticos promedio de Porvenir, Chile | Parámetros climáticos promedio de Porvenir, Chile | Parámetros climáticos promedio de Porvenir, Chile | Parámetros climáticos promedio de Porvenir, Chile | Parámetros climáticos promedio de Porvenir, Chile | Parámetros climáticos promedio de Porvenir, Chile | Parámetros climáticos promedio de Porvenir, Chile | Parámetros climáticos promedio de Porvenir, Chile |
| Mes                                               | Ene.                                              | Feb.                                              | Mar.                                              | Abr.                                              | May.                                              | Jun.                                              | Jul.                                              | Ago.                                              | Sep.                                              | Oct.                                              | Nov.                                              | Dic.                                              | Anual                                             |
| ------------------------------------------------- | ------------------------------------------------- | ------------------------------------------------- | ------------------------------------------------- | ------------------------------------------------- | ------------------------------------------------- | ------------------------------------------------- | ------------------------------------------------- | ------------------------------------------------- | ------------------------------------------------- | ------------------------------------------------- | ------------------------------------------------- | ------------------------------------------------- | ------------------------------------------------- |
| Temp. máx. abs. (°C)                              | 26.0                                              | 32.2                                              | 25.1                                              | 27.0                                              | 16.3                                              | 13.4                                              | 12.1                                              | 14.8                                              | 19.5                                              | 23.5                                              | 24.9                                              | 25.7                                              | 32.2                                              |
| Temp. máx. media (°C)                             | 15.7                                              | 15.5                                              | 13.6                                              | 10.7                                              | 7.5                                               | 4.8                                               | 4.7                                               | 6.2                                               | 8.7                                               | 11.3                                              | 13.3                                              | 14.8                                              | 10.6                                              |
| Temp. media (°C)                                  | 11.4                                              | 11.0                                              | 9.5                                               | 7.1                                               | 4.4                                               | 2.1                                               | 1.9                                               | 3.1                                               | 5.0                                               | 7.0                                               | 9.0                                               | 10.3                                              | 6.8                                               |
| Temp. mín. media (°C)                             | 7.0                                               | 6.6                                               | 5.3                                               | 3.4                                               | 1.3                                               | -0.7                                              | -1.0                                              | -0.1                                              | 1.3                                               | 2.7                                               | 4.4                                               | 5.8                                               | 3.0                                               |
| Temp. mín. abs. (°C)                              | -5.7                                              | -2.4                                              | -3.4                                              | -5.0                                              | -10.6                                             | -12.2                                             | -14.2                                             | -12.0                                             | -9.6                                              | -7.2                                              | -3.0                                              | -1.0                                              | -14.2                                             |
| Lluvias (mm)                                      | 37.2                                              | 28.3                                              | 43.4                                              | 42.0                                              | 34.1                                              | 27.0                                              | 31.0                                              | 31.0                                              | 24.0                                              | 24.8                                              | 27.0                                              | 31.0                                              | 380.8                                             |
| Días de lluvias (≥ 1 mm)                          | 13                                                | 11                                                | 12                                                | 12                                                | 11                                                | 9                                                 | 9                                                 | 9                                                 | 9                                                 | 9                                                 | 11                                                | 13                                                | 128                                               |
| Fuente: MSN Weather                               |                                                   |                                                   |                                                   |                                                   |                                                   |                                                   |                                                   |                                                   |                                                   |                                                   |                                                   |                                                   |                                                   |

### Hidrología
La comuna se halla en la cuenca hidrográfica de Tierra del Fuego. Además, la comuna posee diversos cuerpos de agua, entre los que se destacan la lago Jack Cameron, lago Torres, lago Vergara, laguna Alenk, laguna Azul, laguna Baquedano, laguna Barrosa, laguna Bella, laguna Briceño, laguna Donoso, laguna Filaret, laguna Hobbs, laguna Larga, laguna Poca Agua, laguna Sarita y laguna Verde, lago Los Cisnes y lago Serrano; y río de los Patos, río Esperanza, río Estero San Antonio, río Hondo, río O’Higgins, río Oscar, río Porvenir, río Rosario, río San Martín, río Santa María, río Serrano, río Tórrido y río Verde.

## Medio ambiente

Trazado simplificado de los ecosistemas y cuerpos de agua presentes en la comuna de Porvenir.

### Componentes bióticos
Dentro del territorio de la comuna se pueden hallar los siguientes ecosistemas:
- Bosque caducifolio templado-antiboreal andino donde predominan Nothofagus pumilo y Maytenus disticha (preocupación menor)
- Estepa templada oriental donde predominan Festuca gracillima y Mulinum spinosum (preocupación menor)
- Estepa templada oriental donde predominan Festuca gracillima y Chiliotrichum diffusum (preocupación menor)
- Matorral arborescente caducifolio templado-antiboreal andino donde predominan Nothofagus antarctica y Chiliotrichum diffusum (preocupación menor)

### Medidas de protección ambiental y conflictos socioambientales
Hasta 2022, la comuna de Porvenir cuenta con las siguientes zonas que poseen algún nivel de protección ambiental:
- Humedal Porvenir (humedal urbano)[12]
- Monumento Natural Laguna de Los Cisnes (Monumento Natural)[13]

## Administración

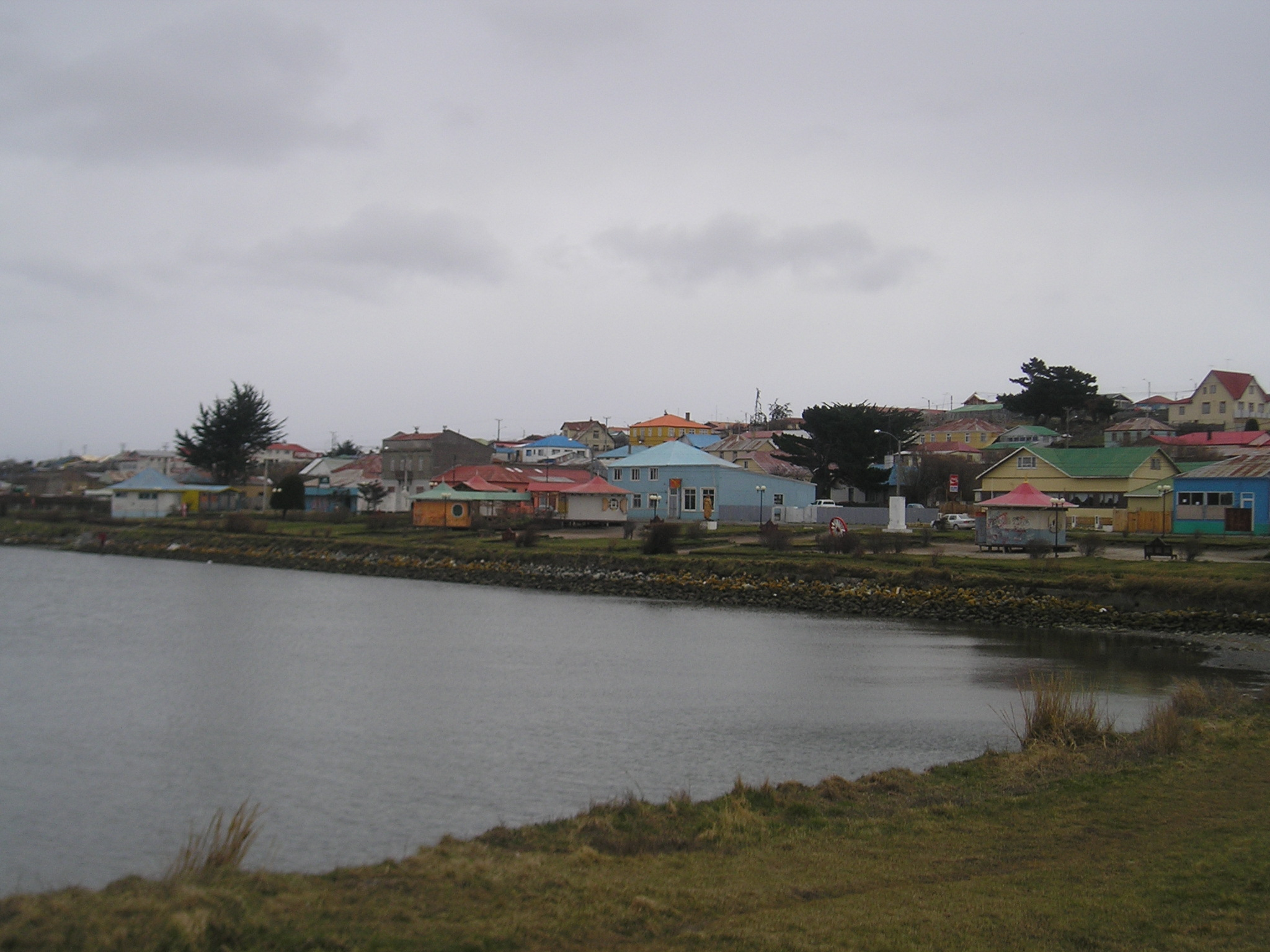
Vista de Porvenir.

### Municipalidad
La Municipalidad de Porvenir para el periodo 2021-2024 es dirigida por el alcalde José Gabriel Parada Aguilar (candidatura independiente) y el concejo municipal conformado por los concejales:
- Luz María Purísima Arrizaga Gómez (IND - Evópoli)
- Carlos Gustavo Soto Miranda (RN)
- Claudia Marcela Cárcamo Muñoz (Partido Radical)
- Óscar Andrade Guala (Partido Radical)
- Claudio Patricio Vera Mancilla (IND - Unidad Por el Apruebo)
- Daniel Maldonado Lorenzo (DC)

### Representación parlamentaria
Porvenir forma parte de la circunscripción senatorial XV y del distrito electoral 28. Es representada en la Cámara de Diputados del Congreso Nacional por los siguientes diputados:
- Christian Matheson Villán (IND - Evópoli)
- Javiera Ignacia Morales Alvarado (IND - Convergencia Social)
- Carlos Bianchi Chelech (Independiente)

En el Senado, la representan:
- Alejandro Juan Kusanovic Glusevic (IND - RN)
- Karim Antonio Bianchi Retamales (Independiente)

## Economía
En 2018, la cantidad de empresas registradas en la comuna fue de 178. El Índice de Complejidad Económica (ECI) en el mismo año fue de -0,71, mientras que las actividades económicas con mayor índice de Ventaja Comparativa Revelada (RCA) fueron elaboración de congelados de pescados y mariscos (407,75), cría de ganado ovino o explotación lanera (136,12) y elaboración de aceites y grasas de origen vegetal (114,76).

## Servicios públicos
Porvenir posee 3 establecimientos educacionales; el colegio salesiano María Auxiliadora, la Escuela Bernardo O'Higgins y el liceo polivalente Hernando de Magallanes, además de 3 jardines infantiles.

## Lugares de interés

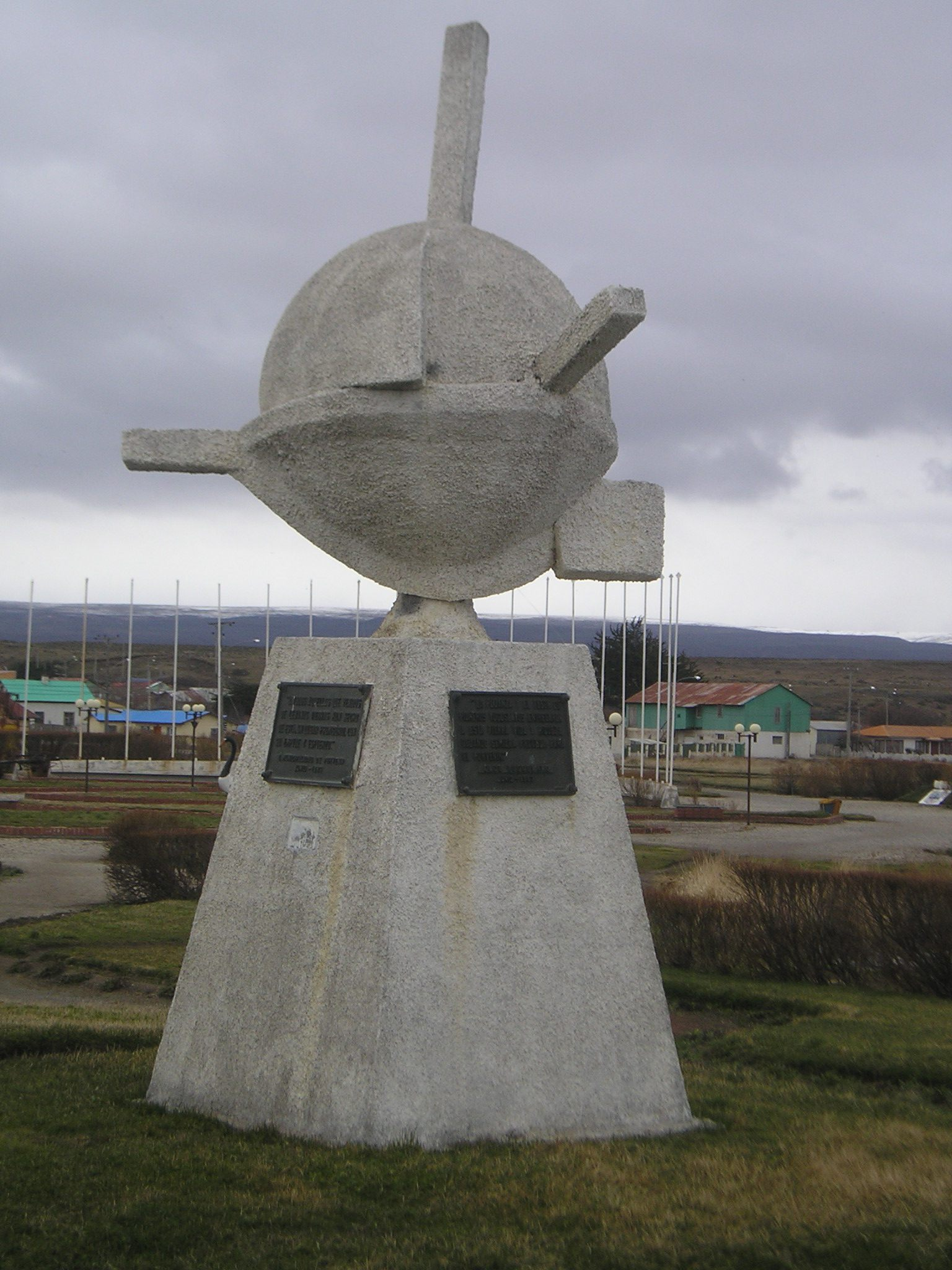
Monumento a los Inmigrantes.

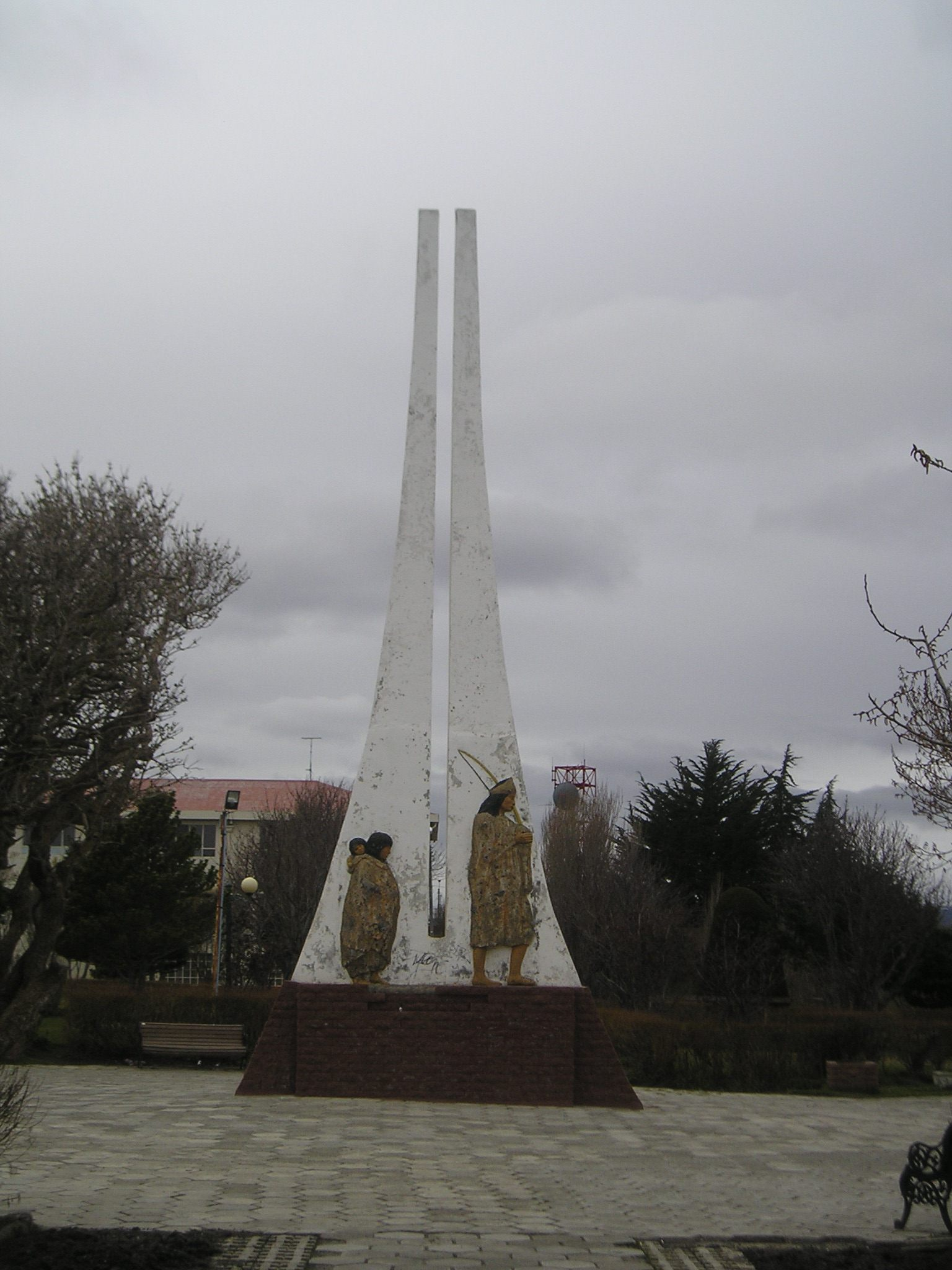
Monumento en la Plaza de Armas.

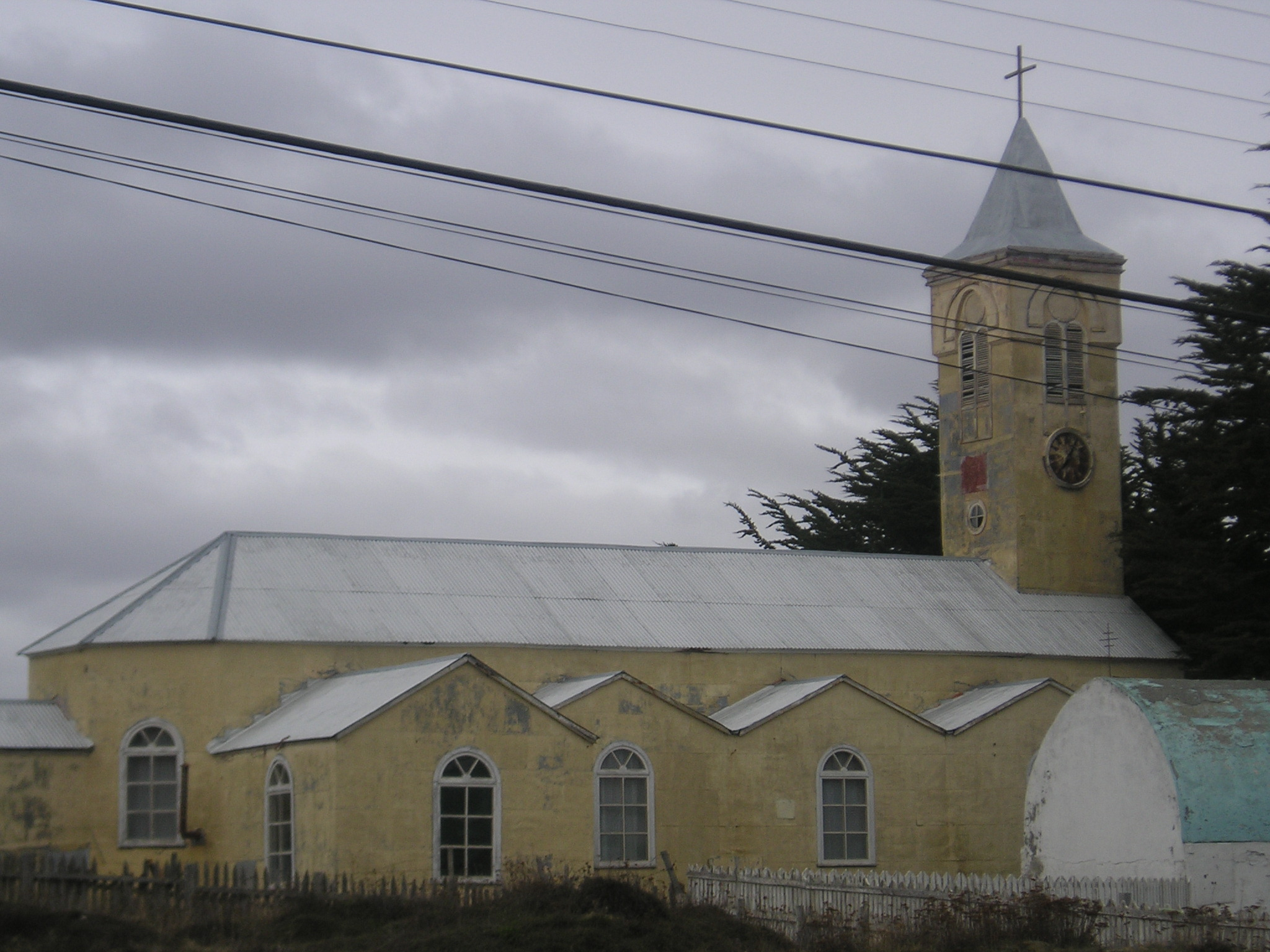
Iglesia de San Francisco de Sales.

Destaca el Museo provincial Fernando Cordero Rusque, creado en 1980, que exhibe una muestra fotográfica y arqueológica de los selk'nam, (aborígenes extinguidos de la isla) así como información sobre el hallazgo y explotación del oro a partir de 1881, una notable colección de retablos de las casas más notables de Tierra del Fuego, y una sección de historia natural, arqueología y etnografía. 
Posee además una bella costanera, en cuyas orillas se ven flamencos rosados y cisnes de cuello negro. En el sector destacan antiguas casonas, el parque del Recuerdo, con maquinarias usadas antaño por los pioneros de esta región, el parque Croata y el Monumento a los Pioneros: La costanera gira luego hacia el sur rodeando la bahía Porvenir hasta el Mirador, desde donde se puede apreciar toda la ciudad.
Aunque el turismo está en expansión, la mayoría de los turistas utilizan Porvenir como base de sus viajes a los atractivos turísticos de Tierra del Fuego, ya que por su ubicación se encuentra cercana a la laguna de los cisnes, laguna de los flamencos, a 15 kilómetros de la laguna Santa María donde anidan múltiples aves, a 114 kilómetros de la colonia de pingüino rey, a 140 km de los corrales de pesca de los indígenas selknam, a 147 km de Villa Cameron, a 177 kilómetros del inicio de la cordillera Darwin, a 188 kilómetros de Puerto Yartou, a 189 kilómetros de la colonia de pingüinos magallánicos Spheniscus magellanicus de Puerto Yartou, a 210 kilómetros de la avenida de los Glaciares a 237 kilómetros de Pampa Guanaco; por lo que se utilizan sus servicios como base logística y ciudad dormitorio de excursiones que se realizan por el día a otros puntos de la isla. Hay varios hoteles, restaurantes, almacenes, banco, estación de policía, empresas de servicios turísticos, hospital, tiendas y una estación de gasolina. 
La región meridional de la provincia posee varios lagos y ríos aptos para la pesca.
Son puntos turísticos a visitar, en excursiones que se pueden contratar en la ciudad por el día: la colonia de pingüinos rey, distante a 114 kilómetros de la ciudad, la colonia de pingüino Magallánico ubicada en la localidad de Puerto Yartou, la mítica Cordillera Darwin, a 199 kilómetros de la ciudad, el parque Karukinka ubicado en el sur de la Isla de Tierra del Fuego, la Aldea Tierra del Fuego.  En la misma ciudad se recomiendo realizar avistamiento de aves, especialmente flamenco, cormorán de las rocas y el chorlito especie en peligro de extinción que habita en la Laguna Verde, visitar la Laguna de la Sal laguna ubicada en el extremo norte de la ciudad donde el 19 de octubre de 1978 hubo un avistamiento masivo de Ovnis, la casa del criminal de guerra Nazi Walter Rauff, el Museo Fernando Cordero Rusque donde existe una momia cuya etnia no ha sido determinada, el monumento conmemorativo de los ejecutados políticos y el primer cine de Sudamérica.
Finalmente desde la ciudad se pueden realizar excursiones a la Cordillera Darwin, específicamente al Seno Almirantazgo que es la vereda norte de la avenida de los glaciares.
En estos glaciares se puede ver además lobo marino, foca leopardo y elefante marino, pudiendo además practicar el senderismo y el montañismo.

## Transporte

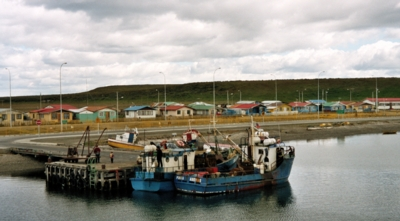
Porvenir.

La travesía del Estrecho es realizada por el Ferry Pathagon que reemplazó a la antigua Barcaza Melinka, un barco multipropósito con capacidad de 360 pasajeros además de una cubierta para vehículos capaz de trasladar 100 automóviles, que en 1.50 h realiza el itinerario de Tres Puentes (Punta Arenas) a bahía Chilota de martes a domingo. El transbordador proveniente de Punta Arenas atraca en bahía Chilota, a 5 km, desde donde hay servicio de buses y radiotaxis.
El acceso a Tierra del Fuego es por ferry desde Punta Arenas, por avión desde Punta Arenas, por la ruta asfaltada hacia Manantiales que lo conecta con el transbordador de bahía azul que permite el cruce de vehículos y pasajeros o por carretera desde el lado argentino de la isla. Todos los transbordadores a través del Estrecho de Magallanes están a cargo de Austral Broom, empresa chilena, y permiten el cruce de autos y pasajeros. Un servicio se ejecuta una vez al día, excepto los lunes desde el puerto de tres puentes en Punta Arenas y llega a la terminal del ferry de bahía Chilota a unos 5 km de la ciudad de Porvenir, frente a la Capitanía de Puerto de Tierra del Fuego. Este viaje es altamente recomendable, especialmente para los observadores de aves que en grandes cantidades llegan a observar este maravilloso espectáculo sobre el estrecho, siendo además posible ver delfines también llamados toninas, y ocasionalmente pingüinos y ballenas. El otro servicio tiene lugar en el extremo norte de la isla y se extiende desde Punta Delgada a bahía Azul.
Porvenir dispone de un aeropuerto ubicado a 15 minutos de la ciudad, museos, hoteles, restaurantes y otros servicios de interés turístico.

## Deportes
Cada año se realiza en la Isla Grande de Tierra del Fuego el rally denominado Gran Premio de la Hermandad Argentino-Chilena, siendo Porvenir y Río Grande, en Argentina las dos localidades que son punto de largada o meta, alternativamente cada año.

### Fútbol
La comuna cuenta con una asociación de fútbol (Asociación de Fútbol de Porvenir) conformada por tres clubes (18 de septiembre, Magallanes y Tierra del Fuego). Debido a las condiciones del territorio, todos los partidos se juegan en el estadio municipal Alejandro Barrientos Barría (pasto sintético).

## Medios de comunicación

### Radioemisoras
FM
- 88.5 MHz - Radio Presidente Ibáñez
- 89.3 MHz - Radio La Sabrosita
- 94.1 MHz - Soberanía Radio
- 94.3 MHz - Radio Armonía
- 95.9 MHz - My Radio 95.9 FM
- 96.5 MHz - Radio Polar
- 96.9 MHz - Radio Fueguina FM
- 97.3 MHz - Milodón FM
- 97.7 MHz - My Radio 97.7 FM
- 99.5 MHz - Radio Porvenir FM
- 99.9 MHz - Sinfonía Urbana FM
- 102.1 MHz - FM Okey
- 107.9 MHz - Radio Baquedano Austral

AM
- 1460 kHz - Radio Ona
- 1500 kHz - Radio Tierra del Fuego

Radioemisoras por internet
- My Radio FM Chile
- Sinfonía Urbana FM Chile

### Televisión por cable (TV RED)
- 33 - ITV Patagonia
- 41 - Polar TV
- 42 - UMAG TV
- 62 - Pingüino TV